# IAI Harop
L'IAI Harop (ou Harpy 2) est un véhicule aérien sans pilote de combat développé par la division MBT d'Israel Aerospace Industries, aussi nommé drone suicide ou drone kamikaze.
Plutôt que d’emporter une charge offensive, ce drone est en fait la munition principale. Ce chasseur-tueur, ou munition rôdeuse, est conçu pour évoluer au-dessus du champ de bataille et détruire les cibles en plongeant sur elles lors d'une mission de recherche d'opportunité, c'est-à-dire à la fois de reconnaissance et de combat, le drone revenant à sa base si aucune cible n'a été engagée. Le Harop a été développé à l'origine pour la suppression de défense aérienne ennemie (SEAD) et est doté d'une très faible signature radar.
Il peut fonctionner de manière totalement autonome en utilisant son mode de guidage antiradar, ou être guidé par un opérateur humain depuis une station de contrôle.
Son développement a commencé en 2001 et il a effectué son premier vol au-dessus du désert du Néguev en 2003.

## Présentation
Le Harop dispose d'une endurance de 6 heures et d’une autonomie de vol de 200 kilomètres. Basé sur le Harpy (dont il est finalement une version agrandie, ce qui lui vaut d'être parfois appelé Harpy 2), il est lancé depuis des containers montés sur camion ou sur un navire, et peut éventuellement être mis en œuvre depuis un avion. Le Harop dispose de deux modes de guidage : entièrement autonome ou télépiloté à distance par un opérateur. Son système de ciblage électro-optique lui permet d'engager des radars dont les émissions seraient coupées.
La charge explosive du Harop pèse 23 kilos. C'est une quantité importante d'explosif, ce qui lui permet de détruire quasiment toutes ses cibles. Par comparaison, Le Zala Lancet, un autre drone suicide, n'en disposant que de 3 kg, a déjà détruit des chars de combat ; ainsi une charge de 23 kilos procure au Harop une grande puissance destructrice.
En 2016 IAI présente une évolution du Harpy et du Harop avec le drone Green Dragon qui est une version beaucoup plus légère qui a une masse totale de 15 kg et environ 3 kg d'explosif.

## Historique
La Turquie aurait été le premier client du Harop avec un contrat de 100 millions de dollars en 2005. White Hawk, la version britannique du Harop, a été finaliste du programme britannique de démonstration de la capacité des munitions rôdeuses (LMCD) en octobre 2005. Il a cependant été rejeté lorsque le ministère de la défense britannique a décidé que le contrat devrait être attribué à une équipe britannique.
En août 2007, le gouvernement indien négocie l'achat de huit à dix systèmes Harop. En septembre 2009, l'armée de l'air indienne indique la mise en service des systèmes Harop comprenant 10 drones Harop, achetés pour 100 millions de dollars US.

## Au combat
Le premier usage du Harop au combat a lieu lors de la guerre du Nagorno-Karabagh d'avril 2016. Les Harop utilisés par les Forces armées azerbaïdjanaises sont utilisés pour détruire plusieurs bus transportant des soldats arméniens sur le front. Ces drones auraient également été utilisés pour détruire un poste de commandement arménien.
Les forces armées azerbaïdjanaises utilisent massivement les drones Harop et Bayraktar TB2 lors de la guerre du Haut-Karabagh en 2020. Hikmet Hajiyev, conseiller du président azerbaïdjanais Ilham Aliyev, loue l'efficacité du Harop dans ce conflit.
En octobre 2024, un drone de l’armée de l’air israélienne Harop venant du territoire azerbaïdjanais est abattu par l’Iran à Ardabil.

## Opérateurs
- Azerbaïdjan[6],[7]
- Allemagne[8]
- Inde[9]
- Israël[8]

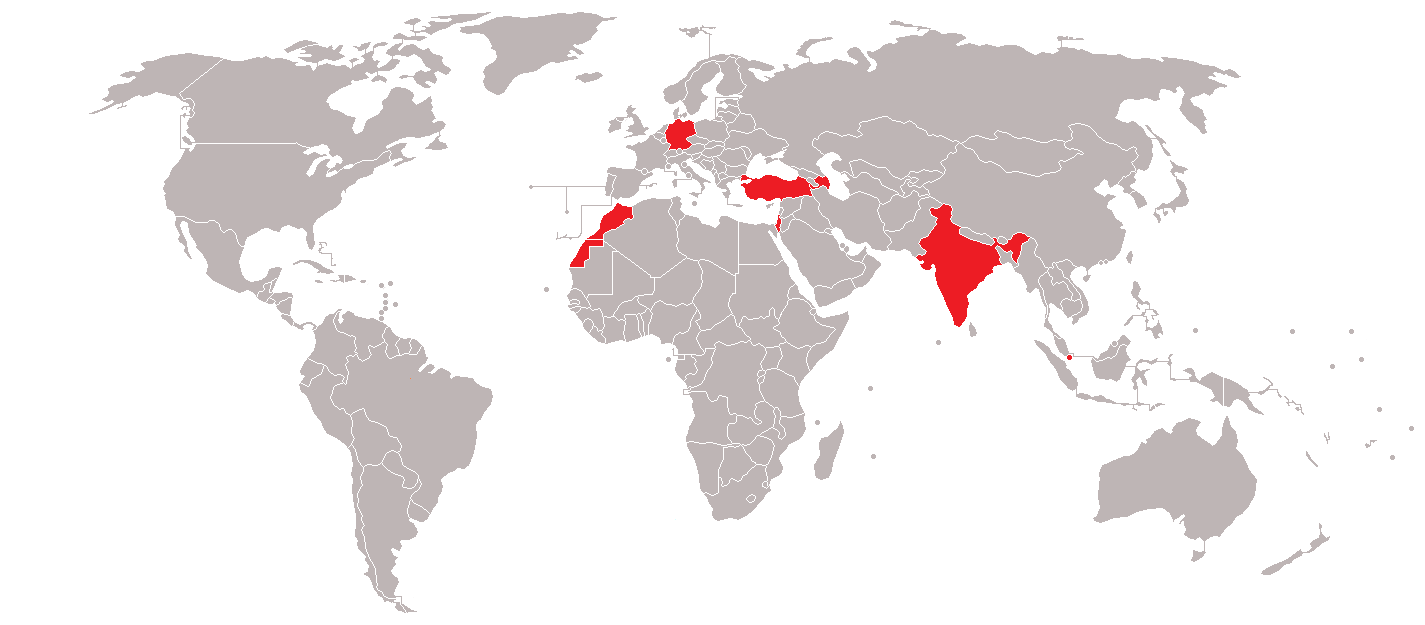
Pays utilisant l'IAI Harop.

- Maroc - Signature d'un accord de 22 millions $ sur la vente de drones comprenant la vente d'un nombre inconnu d'Harop en novembre 2021[8],[10].
- Turquie[8]
- Singapour

### Munitions rôdeuse
- Zala Lancet
- IAI Rotem L
- IAI Green Dragon
- Koub-BLA
- AeroVironment Switchblade
- Shahed 136
- Sunflower 200

### Autres drones
- IAI Scout
- IAI Mosquito
- IAI Eitan
- Hermes 900